# Panacoco
 (février 2025).
Taxons concernés
dans la famille des Fabaceae
- dans le genre Abrus
  - Abrus precatorius
- dans le genre Ormosia
  - Ormosia coccinea
  - Ormosia coutinhoi
- dans le genre Rhynchosia
  - Rhynchosia phasaeolidesmodifier

Panacoco est un nom vernaculaire de plantes à fleurs ambigu. En Guyane, Panacoco désigne les lianes et arbres à graines rouges et noires : Ormosia spp, Abrus precatorius, Rhynchosia phasaeolides.